# Magnolia sinica
Magnolia sinica är en magnoliaväxtart som först beskrevs av Yuh Wu Law, och fick sitt nu gällande namn av Hans Peter Nooteboom. Magnolia sinica ingår i släktet Magnolia och familjen magnoliaväxter. Inga underarter finns listade i Catalogue of Life.
Trädet blir upp till 40 meter högt.
Arten förekommer i gränsområdet mellan Kina (provins Yunnan) och Vietnam. Den växer i bergstrakter mellan 1300 och 1600 meter över havet. Magnolia sinica ingår i städsegröna lövskogar.
Beståndet hotas av skogsröjningar. Växten har en långsam utveckling. En undersökning hittade endast 50 vuxna exemplar i naturen. I växthus finns 5000 till 6000 unga plantor. IUCN listar arten som akut hotad (CR).